# شهرستان رد ویلو (نبراسکا)
شهرستان رد ویلو، نبراسکا (به انگلیسی: Red Willow County, Nebraska) یک سکونتگاه مسکونی در ایالات متحده آمریکا است که در نبراسکا واقع شده‌است.

## خصوصیات
شهرستان رد ویلو ۱٬۸۵۹٫۶۲ کیلومترمربع مساحت دارد.